# 牙城镇
牙城镇，是中华人民共和国福建省宁德市霞浦县下辖的一个乡镇级行政单位。区域总面积115.96平方千米。

## 行政区划
牙城镇下辖以下地区：
牙城社区、牙城村、前街村、西门村、洪山村、雉溪村、凤门村、渡头村、杨家溪村、茶坑村、凤阳村、凤江村、斗门村、梅花村、一层村、文洋村、后洋村、敖岭村、后山村、箩伍村、枣岭村、前楼村、田家心村、东街头村、龙亭村和凤楼村。